# Stadion Herti
Das Stadion Herti, auch Hertistadion oder Eishalle Herti genannt, war eine Eissporthalle im Hertiquartier in der politischen Gemeinde Zug im Schweizer Kanton Zug. 
Sie wurde 1967 fertiggestellt. Zur damaligen Zeit hatte es ein Fassungsvermögen von etwa 8'200 Besuchern. In den 1960er-Jahren wurde die Eishalle umgebaut; man entschloss sich die Stehplätze einer Seitengerade und Teile hinter den Toren in Sitzplätze umzubauen. Das hatte zur Folge, dass von den ehemals 8'200 Plätzen in der Halle nur noch 6'780 Plätze übrig blieben. Von den 6'780 Plätzen waren von nun an 2'858 Sitzplätze und 3'922 Stehplätze. Die Eishalle Herti diente dem Eishockeyteam EV Zug als Wettkampfstätte für ihre Heimspiele. Die EV Zug feierte, seit dem Wiederaufstieg im Jahre 1987, zweimal den Vizemeistertitel und im Jahre 1998 den Gewinn der Meisterschaft der Nationalliga A in der Eishalle Herti. Ausser Eishockey fanden in der Eishalle Curling und Eiskunstlauf statt.

## Geschichte
Die drei ZKB-Banker Werner Camenzind, Jost Grob und Richard Hager legten im Jahr 1957 den Grundstein für den Bau einer Kunsteisbahn. Fünf Jahre später wurde der Architekt Karl Aklin von der Stadt beauftragt ein Sportanlage-Konzept in der Hertiallmend auszuarbeiten, welches von der Einwohnergemeinde genehmigt wurde. Die Stadt bewilligte ein Kredit von 152'000 Schweizer Franken. Im selben Jahr entstand das KEB-Initiativkomitee. Dank der Zustimmung des Zuger Volkes gelang es dem KEB sich eine Genehmigung für Arealüberbauung "Herti" zu sichern.
Im März 1963 händigt Architekt Aklin dem KEB erstmals einen Kostenvoranschlag aus, er betrug ungefähr 3'825'000 Schweizer Franken. Am 4. Juli 1965 haben die Bürger der Stadt Zug mit 1350 Ja gegen 570 Nein für diesen Bau gestimmt und am 24. Oktober 1966 wurde die Kunsteisbahn Zug AG gegründet und alle Statuten genehmigt.
Am 10. Oktober 1966 wurde der erste Spatenstich durchgeführt und Ende Juni 1967 konnte das Richtfest gefeiert werden. Am 26. November des Jahres wurde die Kunsteisbahn feierlich vom damaligen Stadtpräsident Robert Wiesendanger der Öffentlichkeit übergeben.
In den 1970er-Jahren wurde der Wunsch für eine Hallenüberdachung gross. Anfangs 1974 konnten die Planungsaufträge erteilt werden und am 16. Juli 1975 folgte der Entscheid für das Projekt der Zuger Zimmerleute. Im April 1976 wurde mit der Hallenüberdachung begonnen, sodass die Halle dem EVZ rechtzeitig zum Saisonbeginn 1976/77 zur Verfügung gestellt werden konnte.
Am 10. Mai 2010 wurde das Stadion abgerissen und musste dem Neubau der Bossard Arena weichen, welches seit der Saison 2010/11 die neue Spielstätte des EV Zug ist. Die Bossard Arena bietet Platz für 7'015 Zuschauer (4'280 Sitzplätze und 2'735 Stehplätze).

## Zuschauerschnitt
- Saison 2004/05: 4'722 Zuschauer
- Saison 2005/06: 4'506 Zuschauer
- Saison 2006/07: 4'663 Zuschauer